# Haliotis kamtschatkana
Haliotis kamtschatkana (em inglês:  Pinto abalone, Kamchatka abalone, Alaska abalone, japanese abalone ou northern abalone) é uma espécie de molusco gastrópode marinho pertencente à família Haliotidae. Foi classificada por Jonas, em 1845. É nativa do norte do oceano Pacífico, em águas rasas da costa oeste da América do Norte, na Sibéria e no Japão. A espécie Haliotis assimilis (em inglês threaded abalone), Dall, 1878, agora é considerada sua subespécie: Haliotis kamtschatkana assimilis.
Abalones têm sido utilizados nesta área desde que o Homem chegou. Os americanos nativos comiam a carne de abalone, utilizando conchas inteiras como tigelas e pedaços de conchas para uso em anzóis, raspadores, miçangas, colares e decorações; até mesmo fazendo permutas com as conchas. Sete espécies são descritas na região oeste da América do Norte: Haliotis corrugata, H. cracherodii, H. fulgens, H. kamtschatkana, H. rufescens, H. sorenseni e H. walallensis.

## Descrição da concha das subespécies

### Haliotis kamtschatkana kamtschatkana
Esta subespécie apresenta uma variação considerável na forma de suas conchas, podendo ter uma longa e estreita concha, muito arqueada, com uma superfície áspera e irregular; ou apresentá-las ovais e pouco arqueadas, com superfície mais regular e lisa. Os espécimes de concha estreita vão, em sua distribuição norte-americana, do Panhandle do Alasca até Point Sur, na Califórnia; com indivíduos de concha oval e pouco arqueada indo desta localidade até Point Conception. Chegam até 10 centímetros, raramente até 15, e são de um marrom-avermelhado com marmoreios esverdeados, manchado com ocasionais branco e azul espalhados sobre sua superfície. Os furos abertos na concha, de 3 a 6, mas geralmente em número de 5, são circulares e elevados. Região interna madreperolada, iridescente, com nenhuma cicatriz muscular ou com pequenas cicatrizes musculares centrais visíveis, esverdeadas, em indivíduos maiores. Lábio externo levemente ondulado, se estendendo sobre a área madreperolada interna e normalmente formando uma borda com a mesma coloração de sua superfície. Em águas profundas, as conchas são cobertas com os mesmos organismos marinhos que se encontram sobre o substrato, tornando-as difíceis de distinguir dos arredores. 

### Haliotis kamtschatkana assimilis(exHaliotis assimilis)

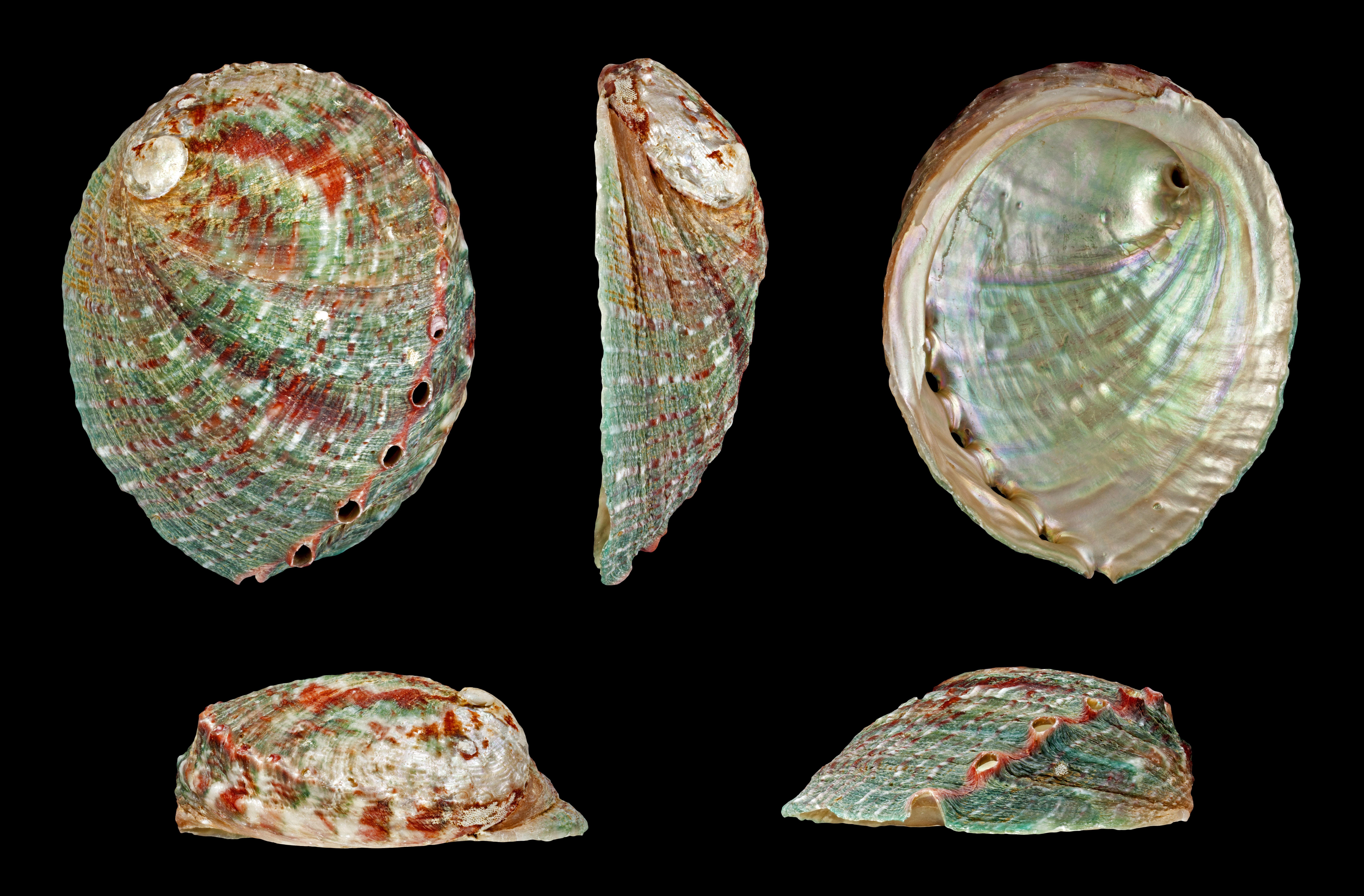
Haliotis kamtschatkana assimilis

Na região central da Califórnia a subespécie assimilis se apresenta, com sua concha oval e arqueada, moderadamente fina, com superfície bastante regular e com proeminentes estrias em espiral, intercaladas por várias costelas ou estreitas cristas baixas. Espiral moderadamente alta e coloração principalmente esverdeada, com manchas em marrom, branco, vermelho ou amarelo. Ela tem uma característica genética única, encontrada em 5 a 10% da população, que é uma banda de coloração laranja, paralela aos buracos abertos, mais rara na subespécie kamtschatkana. Possui 4 a 6 furos abertos, pequenos e levantados. Região interna madreperolada, iridescente, com nenhuma cicatriz muscular ou com pequenas cicatrizes musculares centrais visíveis, esverdeadas, em indivíduos maiores. Lábio externo se estendendo sobre a área madreperolada interna e normalmente formando uma borda com a mesma coloração de sua superfície. A concha desta espécie, em vida, pode ser recoberta por outros animais marinhos, como cracas.

## Distribuição geográfica
Haliotis kamtschatkana ocorre em águas rasas, desde a zona entremarés, entre as rochas da maré baixa, até profundidades de cerca de 10 a 15 metros, em costas rochosas do nordeste do oceano Pacífico; com a subespécie H. kamtschatkana assimilis ocorrendo com maior frequência entre 20 e 30 metros, indo do sul de Point Conception (Califórnia, Estados Unidos), até Bahía Tortugas, na península da Baixa Califórnia (no oeste do México). Já a subespécie H. kamtschatkana kamtschatkana ocorre de Sitka, no Alasca, até Point Conception, passando por todo o território da Colúmbia Britânica, no Canadá, e sendo a única espécie comum de abalone neste país. Também é relatada como presente na Sibéria (Rússia) e Japão.

## Pesca e conservação
Embora tenha sido raramente pescada para a indústria de alimentos e joalheria nos Estados Unidos, Haliotis kamtschatkana agora é espécie protegida. O Alasca e a Colúmbia Britânica são as duas únicas regiões onde ocorreu a pesca comercial desta espécie, pois populações significativas estão ausentes ao sul das ilhas San Juan, em Washington. Nas águas costeiras deste último estado. não há esperança de que a população vá se recuperar sem as ações de proteção e recuperação do Endangered Species Act. No Canadá, o auge de sua coleta foi em 1979 e o seu encerramento em 1996, com o declínio de sua densidade populacional superior a 80%. Os números de população atuais são estáveis, mas o potencial para mais declínio ainda existe. A espécie é predada por lontras marinhas, caranguejos, polvos, alguns peixes e estrelas do mar (especialmente da espécie Pycnopodia helianthoides). Este abalone possui uma tolerância de temperatura considerável, embora possa ser diretamente afetado pelos efeitos do aquecimento global na sua distribuição sul.

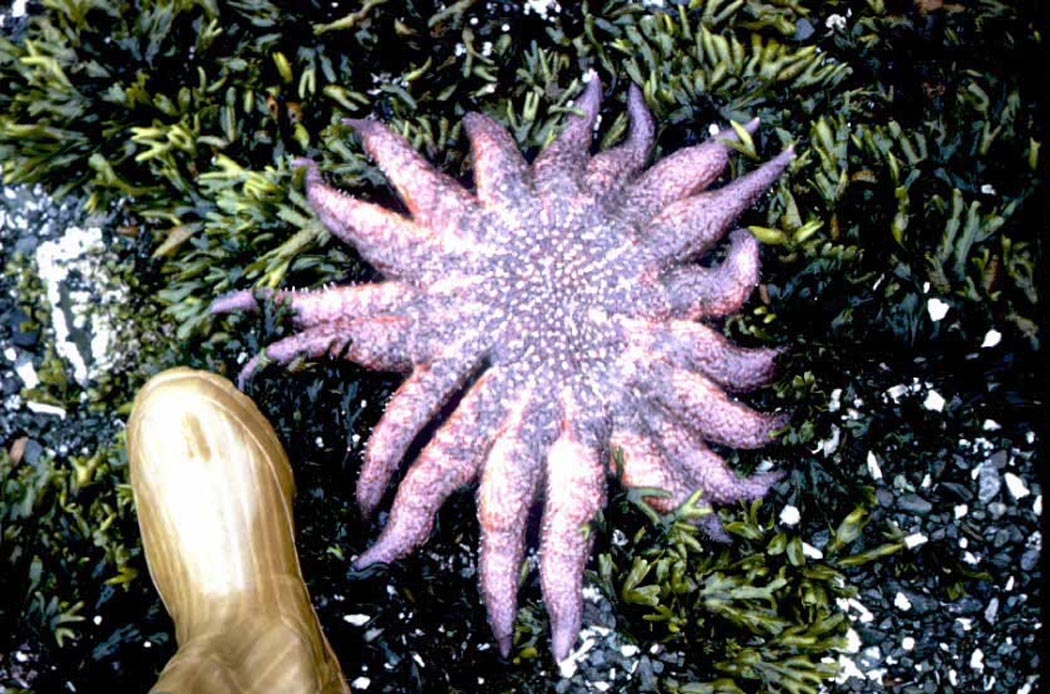
Estrela-do-mar da espécie Pycnopodia helianthoides, um predador de H. kamtschatkana no Canadá.